# Saxifraga columnaris
Saxifraga columnaris är en stenbräckeväxtart som beskrevs av Johannes Theodor Schmalhausen och Akinfiew. Saxifraga columnaris ingår i Bräckesläktet som ingår i familjen stenbräckeväxter. Inga underarter finns listade i Catalogue of Life.